# Tezaurul roman de la Trier
Tezaurul roman de la Trier a fost dezgropat în 1993, în timpul unor lucrări de-a lungul Feldstrasse: este format din 2.518 aurei (monede romane de aur) dintr-un total estimat inițial la 2.650, reprezentând o greutate totală de 18,5 kg de aur, fiind cel mai mare depozit de monede de aur din Imperiul Roman descoperit până în prezent. Mai mult de 99% dintre monede au fost bătute între anii 63 și 168 d.Hr., reprezentând aproximativ o zecime din totalul de aurei cunoscuți pentru această perioadă. În prezent, această comoară constituie piesa centrală a colecțiilor de la Muzeul Renan din Trier.

## Descoperirea
În 1993 autoritățile municipale au început să excaveze fundațiile unui spital de pe Feldstrasse din Trier în vederea construirii unei parcări subterane. În același timp cu lucrările de excavare, un grup de arheologi de la muzeu a excavat molozul, descoperind rămășițele unui perete de piatră al unei insulae și capacul bombat al unui cazan.
La 9 septembrie 1993, în timpul pauzei de prânz, niște curioși aflați pe șantier au descoperit câteva monede de aur în lopata unui excavator. În speranța de a găsi mai multe monede de aur, un numismat amator s-a furișat noaptea în groapă și, după câteva lopeți de pământ, a dat peste o grămadă de aur care conținea 1.389 de aurei, amalgamați de coroziunea bronzului și a marnei pietrificate. Apoi, într-o pivniță în formă de L din insula, a găsit jumătatea inferioară a unui cazan de bronz care conținea alte 561 de monede de aur. Acest recipient, a cărui cealaltă jumătate fusese scoasă de lopata excavatorului dimineața, găzduise toate aceste monede timp de secole.

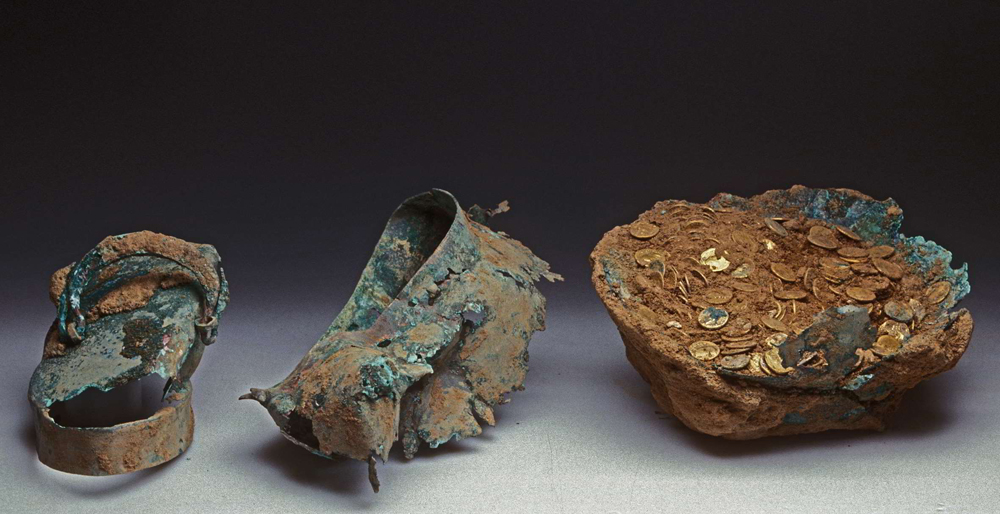
Cele două jumătăți mărunțite ale cazanului de bronz la câteva ore după descoperirea lui.

Colecționarul a dus monedele la mașină cu o găleată și o pungă de plastic și a adus majoritatea acestora la Muzeul Renan din Trier în dimineața următoare, conștient fiind că a pătruns în comoară și că arheologii muzeului ar fi descoperit, fără îndoială, comoara pe 10 septembrie, deoarece aveau programate măsurători stratigrafice și gropi de testare pentru săpături.
Au mai avut loc și alte descoperiri pe șantierul hotelului Kockelsberg, unde deșeurile de la Feldstrasse urmau să fie refolosite ca umplutură pentru fundațiile parcării. Unii dintre colecționarii care găsiseră primele piese monetare au urmat unul dintre basculantele încărcate cu moloz. Vestea prezenței unei comori s-a răspândit rapid prin cartier și din după-amiaza zilei de 9 septembrie s-au alăturat căutărilor muncitori, camionagii și oaspeți ai hotelului, care au adus înapoi peste 400 de monede de aur, pe lângă capacul cazanului, care era printre dărâmăturile aruncate în spatele hotelului Kockelsberg.

În cele din urmă, cercetătorii au reușit să înregistreze restituirea de către 19 persoane a 2.518 monede romane de aur, deși 
„unele exemplare rare trebuie să fi scăpat muzeului.”
 Numărul inițial al aureilor este estimat la aproximativ 2.650.

## Contextul istoric
Nu se poate spune cu certitudine dacă această comoară era proprietate privată sau produsul colectării unui impozit. În orice caz, era o sumă enormă la acea vreme: 2.650 de aurei valorează 265.000 de sesterți; de comparat cu impozitele totale colectate anual de Procuratorul Finanțelor din provinciile Gallia Belgica, Germania Superior și Germania Inferior, care avea reședința la Augusta Treverorum (astăzi Trier): 200.000 de sesterți. Metoda de depozitare înclină și în favoarea unei trezorerii publice sau militare, care trebuie să fie permanent accesibilă pentru a efectua plăți sau a încasa numerar. Această comoară a avut, probabil, o legătură cu templul lui Esculapius, foarte aproape de locul de depozitare.
Cele mai recente monede din tezaur datează din anii 193-196 d.Hr. care au fost marcați de războiul de succesiune dintre împăratul Septimius Severus și rivalul său Clodius Albinus. Se știe că Augusta Treverorum a fost asediat în 196 (în zadar, de altfel) de armata lui Clodius Albinus; este rezonabil să credem că deținătorul acestei comori a fost un susținător al lui Clodius și că după înfrângerea campionului său a trebuit să părăsească orașul sau a fost arestat, victimă a epurărilor lui Septimius Severus. Este în orice caz cert că existența acestei comori a căzut în uitare totală.

## Starea de conservare
Aureii din tezaurul roman de la Trier fuseseră depuși într-un cazan convex de bronz, înalt de 25 cm, spintecat în două de un excavator mecanic în timpul lucrărilor de terasament pentru parcare. Recipientul avea un capac aflat separat, și prevăzut cu un mâner. Monedele nu au fost aruncate acolo una câte una: trebuie să fi fost în cel puțin două pungi de piele, ale căror rămășițe au fost găsite. Dispunerea monedelor la momentul descoperirii lor sugerează că acestea au fost depuse în rulouri de monede.

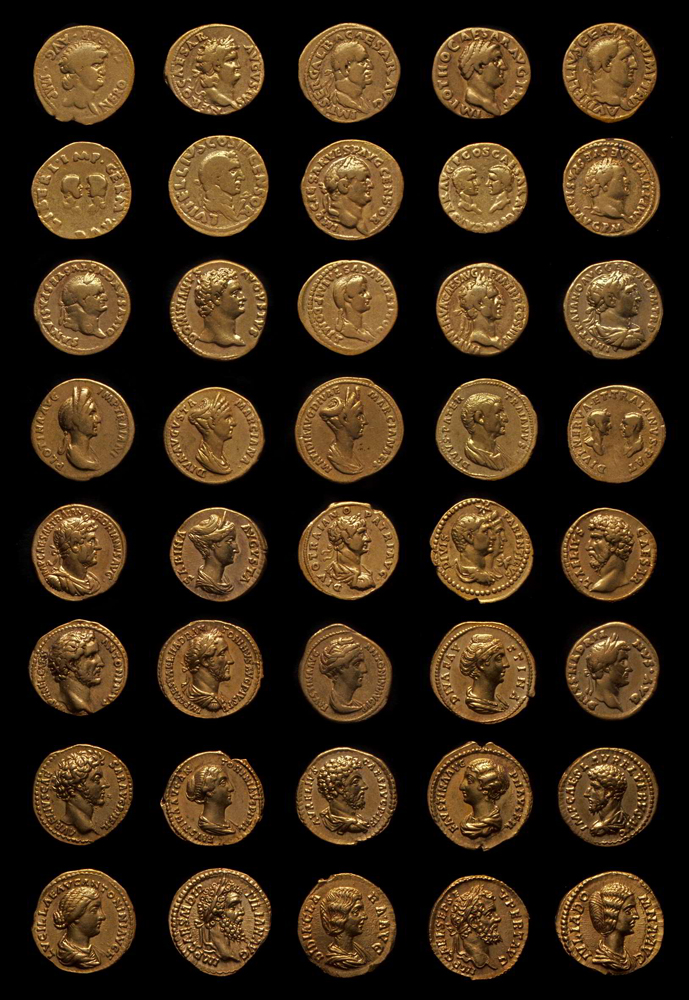
Serii de efigii ale împăraților și curtenilor reprezentate pe monedele de aur din Trier.

Majoritatea monedelor prezintă semne de circulație mai mult sau mai puțin pronunțate, aproape niciuna nu este nouă (superbă sau BU, în termeni numismatici).

## Interpretare
Peste 96% din monedele găsite la Trier au fost bătute la Roma, restul la Lugdunum (azi Lyon). Conținutul lor, 99,05% aur, le face piese de o puritate rară. Această comoară conține 80 de tipuri sau variante de aureus necunoscute anterior.
Aceste piese poartă efigiile a 29 de împărați, împărătese sau înalți demnitari, unde îi găsim în special pe Nero (866 de piese) și Vespasian (819 de piese), de departe cele mai numeroase. O asemenea omogenitate o găsim în alte comori din epoca imperială: este o reflectare a diferitelor reforme monetare. În anul 64, sub domnia lui Nero, Senatul a votat adoptarea unui picior mai ușor al monedei: vechii aurei, mai grei, au fost retrași treptat din circulație. Aceasta explică de ce aureii bătuți sub domniile lui Nero și Vespasian au fost actuali până în secolul al II-lea d.Hr. În acest sens, este caracteristică discontinuitatea cronologică (din 82 până în 99 d.Hr.) în seria monedelor găsite la Trier: ea corespunde domniilor împăraților Domițian și Nerva, timp în care au fost din nou bătuți aurei grei. Traian a revenit la un titlu redus al aurului pentru a-și finanța campaniile militare, mergând până acolo încât să reformeze monedele epocii domițiene. Întrucât în tezaurul de la Trier se găsesc puțini aurei grei, putem conchide că a fost strânși doar de la mijlocul secolului al II-lea, perioadă în care rămăseseră doar puține monede datând din timpul domniei lui Domițian sau a fortiori anteriori reformei monetare a lui Nero..
După 167-168 d.Hr., există o întrerupere bruscă a datei baterii monedelor. Acest lucru se explică prin ravagiile ciumei antonine. Această pandemie ar fi dezlănțuit, chiar și în Trier, „atât de multă frică și teamă în rândul populației, încât proprietarul sau administratorul comorii, din cazanul de bronz, a îngropat-o în mare grabă, după iarna anilor 167-168.” Ar fi părăsit orașul spre o destinație necunoscută și ar fi luat aurul înapoi la întoarcere, câțiva ani mai târziu: există doar șase piese ulterioare, datând din anii 193 până în 196.